# 김미정 (성우)
김미정(1967년 3월 1일 ~ )은 대한민국의 성우이다. 1989년 EBS에 입사했으며, 현재는 EBS 11기지만 그런데 2009년에는 은퇴한 상태이다. 교육방송 성우극회 소속이다.

## 주요 출연작품

### 애니메이션
- 노마는 평범해 (EBS) - 수지
- 레츠고 MBA (SBS) - 루이
- 모험왕 장보고 (EBS) - 해설, 비란, 난화
- 생쥐의 세계여행 (EBS) - 몰리 엄마
- 바비: 드림하우스에서의 삶 (카툰 네트워크) 라쿠엘
- 극장판 마법소녀 마도카☆마기카 (애니맥스) - 카나메 마도카
- 카나메모 (카툰 네트워크) - 아즈마 히나타
- 신비의 세계 엘하자드 (SBS)
- 마법소녀 마도카☆마기카 (애니맥스) - 카나메 마도카
- 어나더  (애니맥스) - 모치즈키 유야
- 아빠비버의 옛날 이야기 (EBS) - 깔리느
- 올란도 영웅전 (EBS) - 공주
- 우리는 챔피언 (SBS) - 나원숭
- 히메 갤♥파라다이스 (애니맥스) - 히메코
- 킬라킬 (애니맥스) - 마토이 류코
- 짱구는 못말려 (SBS) - 훈이, 흰둥이, 옆집 닭살 신부
- 트위니스 (EBS) - 주디 선생님
- 파워퍼프걸 (SBS) - 돈마나 공주
- 플랜더스의 개 (EBS) - 조지

### 외화
- 첨밀밀 (SBS) - 주방장의 아내(베키 혼)

### 방송
- 다문화 휴먼 다큐 가족 (EBS)
- 일과 사람들 (EBS)
- TV 인생 노트 (EBS)